# Kalman Kahana
Pour les articles homonymes, voir Kahana.
Kalman Kahana (hébreu : קלמן כהנא), né le 31 mai 1910 à Brody en Autriche-Hongrie et mort le 20 août 1991 à Jérusalem, est un homme politique israélien.

## Biographie
Il est né à Brody, actuellement en Ukraine. Il étudie la philosophie, l'histoire et la pédagogie à l'université Humboldt de Berlin et à l'université de Wurtzbourg. Il devient aussi rabbin.
Il s'installe en Palestine mandataire en 1938, dans le kibboutz Hafetz Haim. Il travaille comme éditeur et débute en politique dans le parti Poale Agoudat Israel, un groupe ultra-orthodoxe.
En 1948, il fut parmi les signataires de la Déclaration d'indépendance de l'État d'Israël.
Il est élu à la Knesset avec le parti Front religieux uni. En 1955, il devient membre du parti Front religieux de la Toah.
Il se retire de la politique en 1981. Il était marié à Chana Kahana et a eu sept enfants. Il décède en 1991 à Jérusalem, où il est enterré au cimetière juif du mont des Oliviers.